# 刘勋发
劉勳發，男，中共高級將領、少將軍階、中共党員、中共政治人物、軍事人物，湖北宜都人。

## 生平
歷任廣西軍區副政委、駐港解放軍副政委以及于2002年任湖北省軍區政委。劉勳發除了任湖北省軍區政委，其間還身兼省委常委、湖北省人民代表   。